# The Skilball Trophy

Bandera que usó por Four Home Unions.

El The Skilball Trophy fue un partido internacional de rugby en abril de 1990 que se jugó para recaudar fondos en beneficio de las víctimas de la Revolución rumana de 1989.
Enfrentó a los British and Irish Lions con el nombre de Four Home Unions y a un combinado internacional europeo que se llamó Rest of Europe XV que jugó con el logo de la Federación Rumana de Rugby.

## Equipos

### Four Home Unions[1]
Entrenador:  Ian McGeechan
Forwards
- David Sole (C)
- John Jeffrey
- Kenny Milne
- Derek Turnbull
- Damian Cronin
- Brian Moore
- Mike Griffiths
- Paul Ackford
- Neil Francis
- Peter Winterbottom
- Noel Mannion
- Jeff Probyn

Backs
- Gavin Hastings
- Tony Stanger
- Will Carling
- Jeremy Guscott
- Rory Underwood
- Rob Andrew
- Richard Hill
- Steve Bates
- Craig Chalmers

### Rest of Europe XV
Entrenador:  ?
Forwards
- Marc Cécillon
- Louis Armary
- Haralambie Dumitras
- Alexandre Tichonov

Backs
- Patrice Lagisquet
- Aubin Hueber
- Fabio Gaetaniello

Demás jugadores con posición desconocida
- Michel Dancla
- Gilles Danglade
- Philibert Capitani
- Marc Pujolle
- Hilippe Dintrans
- Hilippe Dintrans
- Thierry Janeczek
- Pierre Triep-Capdevielle
- Frédéric Torossian
- Marcel Toader
- Nicolae Fulina
- Sandu Ciorascu
- Guido Rossi
- Igor Mironov
- Kari Tapper
- Jorge Moreno de Alborán

## El partido
| 22 de abril de 1990 | Four Home Unions                             | 43 – 18 | Rest of Europe XV                  | Estadio Twickenham, Londres                                          |                                                                      |
|                     | Tries: Carling (2) Conversiones: ? Penales ? |         | Tries: ? Conversiones: ? Penales ? | Asistencia: 56,000 espectadores Árbitro(s): Fred Howard (Inglaterra) | Asistencia: 56,000 espectadores Árbitro(s): Fred Howard (Inglaterra) |